# Curimatopsis crypticus
Curimatopsis crypticus es una especie de peces de la familia Curimatidae en el orden de los Characiformes.

## Morfología
Los machos pueden llegar alcanzar los 5 cm de longitud total y son más pequeños que las hembras.

## Hábitat
Vive en zonas de clima tropical.

## Distribución geográfica
Se encuentran en Sudamérica:  cuenca del río Amazonas y ríos costeros de la Guayana, Surinam y la Guayana Francesa